# (37304) 2001 EW23
2001 EW23 (asteroide 37304) é um asteroide da cintura principal. Possui uma excentricidade de 0.15873240 e uma inclinação de 10.28448º.
Este asteroide foi descoberto no dia 15 de março de 2001 por NEAT em Haleakala.